# Louis de Chénier
Louis de Chénier, född 1723 i Montfort, död 1796 i Paris, var en fransk diplomat. Han var far till poeten André Chénier och författaren Marie-Joseph Chénier.
Chénier var Ludvig XVI:s sändebud till Konstantinopel. Han skrev innehållsrika historiska beskrivningar över Marocko och Turkiet.